# Издательство В. И. Губинского
Издательство Василия Ивановича Губинского — было куплено книгопродавцом Губинским как часть развалившегося предприятия «Издательство Д. Ф. Фёдорова»

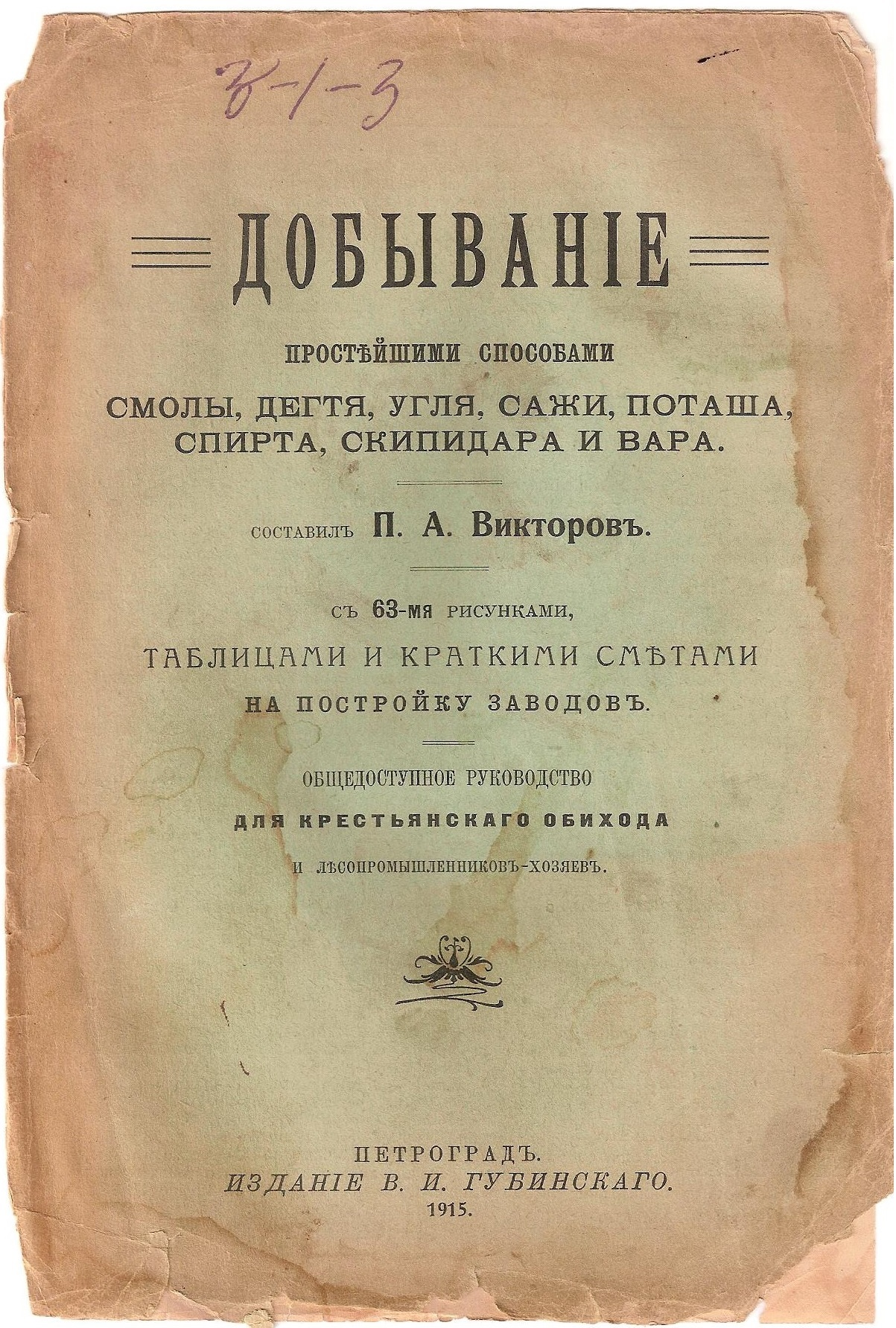
Журнал «Общедоступное руководство для крестьянского обихода и лесопромышленников-хозяев», 1915 год

## История
В середине семидесятых годов XIX века заболел Дм. Фёдоров и передал фирму сыну, хотя до своей смерти (1880 год) наблюдал за торговлей и предпринимал некоторые издания. После смерти Дмитрий Федоров оставил наследникам значительный капитал и более чем на сто тысяч рублей книжного товара. Сын его, Дмитрий Дмитриевич, выдав прочим наследникам деньги за их части, сделался полным хозяином отцовской фирмы; но он не сумел вести дело или, вернее сказать, взялся не за своё дело и не по средствам. Он увлекся изданием нот и, кроме того, предпринял два периодических издания: «Посредник печатного дела» и иллюстрированный журнал «Наше время», которые втянули его в долги и быстро расстроили дела.
Теперь эта крупная в своё время фирма окончательно рушилась. Большую часть товара с правами на издания (на двенадцать тысяч рублей) приобрел И. В. Губинский, остальное также все перепродано разным торговцам.